# Fjord

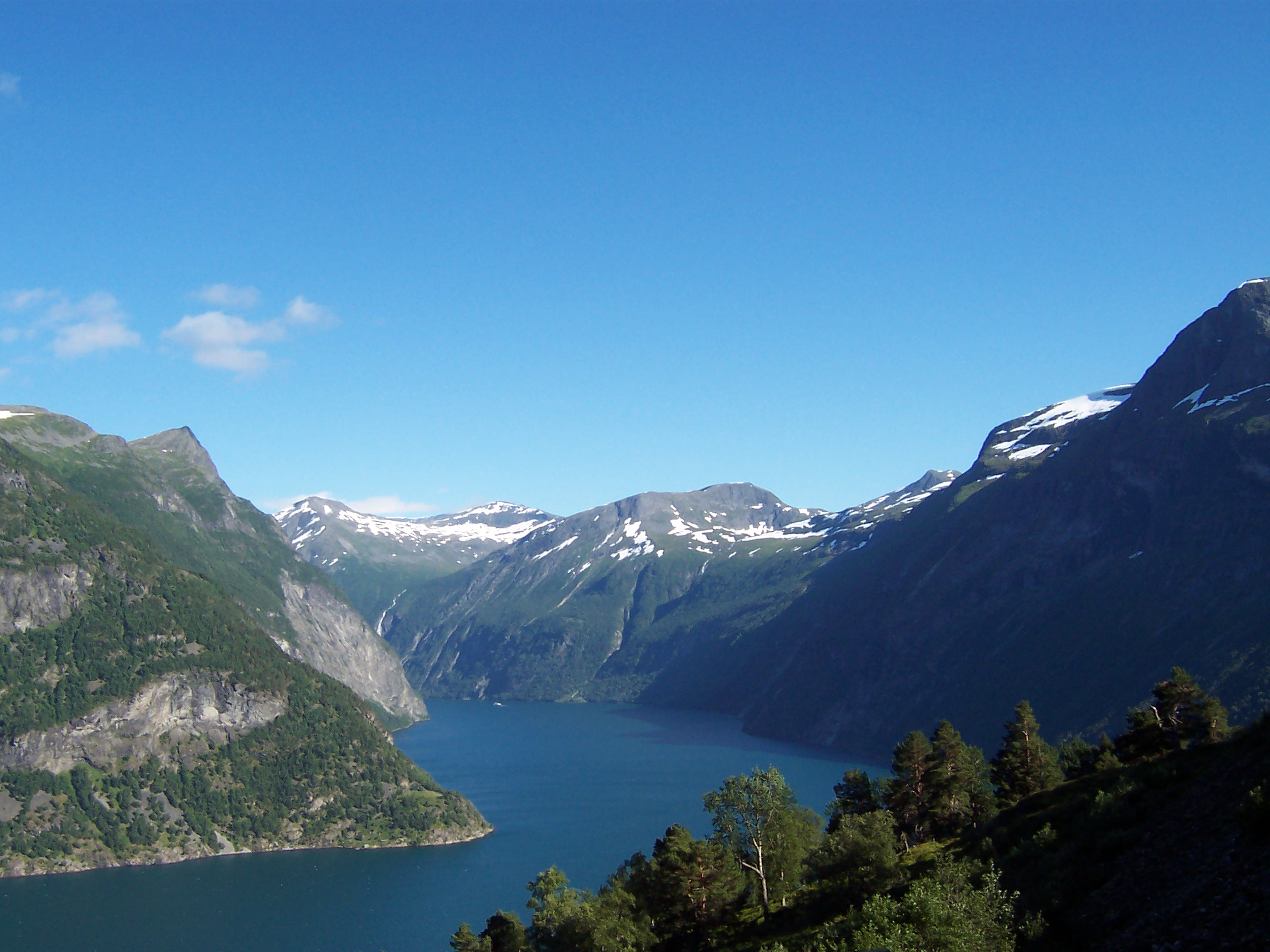
Fjord Norvégiában

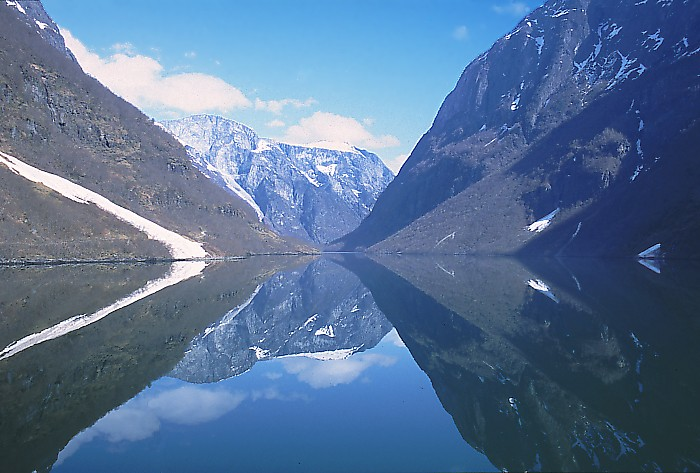
Sogne-fjord, Norvégia

A fjord (norvég: fjord, ejtsd fjórd) sziklafalakkal, hegyekkel övezett, a szárazföldbe mélyen benyúló keskeny tengeröböl, amely egy gleccservájta teknővölgy tenger általi elárasztásával keletkezett. A glaciális erózió által kimélyített fenekük mélyen a tenger szintje alatt van (így nagyobb merülésű hajók számára is megközelíthetőek); meredek sziklafalak övezik őket, amelyek a tengerszint alatt is folytatódnak; középső és felső részük mélyebb, mint a tengerhez közelebb eső.

## Különleges fjordok
A világ leghosszabb fjordjai:
1. Scoresby Sund (Kangertittivaq), Grönland – 350 km
2. Sogne-fjord, Norvégia – 203 km
3. Hardanger-fjord, Norvégia – 179 km

A világ legmélyebb fjordjai:
1. Skelton Inlet, Antarktisz – 1933 m
2. Sogne-fjord, Norvégia – 1308 m
3. Messier Channel, Chile – 1288 m